# Johannes Hahn
Johannes Hahn (Bécs, 1957. december 2. –) osztrák politikus, 2010-től 2024-ig az Európai Bizottság tagja különböző biztosi posztokon.